# Ростовская студия кинохроники
Росто́вская сту́дия кинохро́ники — советская киностудия, одна из старейших в стране, основанная в Ростове-на-Дону в 1927 году для создания документальных фильмов и киножурналов. Располагалась в центральной части города на улице Красноармейская, 94. Прекратила кинематографическую деятельность в 2013 году, окончательно ликвидирована в 2016 году.

## История
Была образована Постановлением Северо-Кавказского крайкома ВКП(б) № 35 от 28 сентября 1926 года из кино-корреспондентского пункта треста «Совкинохроника». Первоначально находилась на улице Пушкина, 174. Кроме Ростовской области, в круг интересов новообразованной студии вошли Краснодарский и Ставропольский края, автономные республики: Кабардино-Балкария, Чечено-Ингушетия, Дагестан, Адыгея, Северная Осетия. Дату выхода на экраны первого номера киножурнала «Северный Кавказ» — 27 марта 1927 года — и принято считать днём рождения Ростовской студии. С 1935 года начался выпуск звуковых киножурналов.
В октябре 1941 года студия была эвакуирована в Орджоникидзе, затем Тбилиси и снова Орджоникидзе, возвращение в Ростов началось лишь в конце 1945 года. До окончания постройки отдельного здания на Красноармейской временно размещалась на проспекте Ленина, 46/2.
Отснятые в годы Великой Отечественной войны кадры хроники Леона Мазрухо и Кенана Кутуб-заде и доныне волнуют зрителей. Во все киноучебники мира вошли съёмки торпедной атаки Бориса Маневича.
В доперестроечный период студия ежегодно выпускала от 20 до 22 короткометражных документальных, научно-популярных, технико-пропагандистских фильмов, ежемесячно — 7 киножурналов из числа: «Время», «Время и люди», «Земля родная», «Межобластной киножурнал», «Новости недели», «По Дону и Кубани», «Северный Кавказ», «Советский юг». «По Дону и Кубани» начал выпускаться с 1957 года с периодичностью 3 раза в неделю. За все годы существования было выпущено  свыше 3 тысяч номеров киножурналов и более 300 фильмов.
С 1992 года студия стала называться «Ростовская киностудия», с 2003-го — «ФГУП ТПО „Ростовская киностудия“». В 2005 году в связи с акционированем — «ОАО ТПО „Ростовская киностудия“».
При акционировании студии в её закромах кроме кинофильмов оставалось много рабочих киноматериалов, оставшихся от монтажа исходников-негативов — в единственном экземпляре, многие с грифом «хранить вечно». К ним относились кадры с Михаилом Шолоховым, другими видными людьми региона, с запечатлёнными знаковыми событиями и т. д. — что не вошло ни в один фильм, а значит не было сдано в Госфильмофонд и не сохранено для потомков. Акционированная студия потеряла юридические права на весь киноархив, произведённый ею до 2005 года, а на его систематизацию и передачу на госхранение средств выделено не было. Таким образом, в 2011—2012 годах директор студии З. В. Кашаева была вынуждена освободить подвалы от архивов, которые не имела права хранить (примерно 200 квадратов многоуровневых стеллажей): чёрно-белые материалы были утилизированы на серебро, остальное — уничтожено.
 
Юридическое лицо АО «Творческо-производственное объединение „Ростовская киностудия“» было окончательно ликвидировано в марте 2016 года. В мае того же года на состоявшемся в Союзе кинематографистов РФ круглом столе по документальному кино и кинолетописи России говорилось о потерях кинолетописи, которая не снимается и не сдаётся в Российский государственный архив кинофотодокументов уже много лет. Закрытие хроникально-документальных киностудий по России стало темой не одного выступления и на X съезде Союза кинематографистов РФ в декабре 2017 года:

А вы знаете, что сделала Ростовская киностудия? Сожгла негативы для получения серебра. Когда мы обратились, пошли угрозы «мы убьём тебя». Вот что происходит.
— Николай Бородачёв, директор Госфильмофонда, из выступления на Х съезде СК России, 2017
В 2018 году в СМИ появлялись сообщения о том, что за возрождение упразднённой организации выступил губернатор Ростовской области Василий Голубев. Он потребовал до конца января 2019 года представить план работ.

### Здание студии
Трёхэтажное здание студии в Ленинском районе замыкало угол квартала, образованного Красноармейской улицей и переулком Островского. Проект разрабатывала группа ростовских архитекторов, в числе которых были Лев Эберг и Георгий Петров, постройка осуществлена в 1952—1953 годах. 
Кирпичное, оштукатуренное здание c горизонтальным членением профилированными межэтажными тягами и венчающим карнизом, чердаком, многоскатной крышей, слуховыми окнами. Выполнено в форме латинской буквы F. Здание стояло на неровной местности с уклоном в сторону переулка Островского. Первый этаж обработан под естественный камень, второй — под руст. Третий оформлен сдвоенными пилястрами. 
Архитектурный облик здания определяли треугольные сандрики над окнами второго этажа, замковые камни первого и второго этажей, решётки на парапете. Угловой фасад здания акцентирован большими пилястрами, объединяющими второй и третий этажи и капителями с женскими головами, лепниной растительного орнамента и многофигурным барельефом стоящих людей в верхней части (скульптор Виктор Баринов), завершающимся аттиком сложной конфигурации. Между пилястрами, фланкирующими угол здания, находился рельефный венок с датой его сооружения. По переулку Островского здание имело полуподвальные помещения с окнами на переулок. Парадный вход по Красноармейской улице оформлен профилированным наличником с замковым камнем.
Планировочную структуру определяла коридорная система с двухсторонним расположением рабочих комнат. В северо-западной части здания находился просмотровый зал.
В 2011 году появилась информация об аукционной продаже Ростовской киностудии.
В 2013 году государство продало 100%-ный пакет акций ТПО «Ростовская киностудия» бывшему вице-губернатору Краснодарского края Алексею Агафонову за 53,8 млн рублей. После приобретения новый собственник прекратил кинематографическую деятельность предприятия и уволил всех её сотрудников. 
В конце 2014 года Союз архитекторов Ростовской области направил письмо в Министерство культуры области с просьбой признать здание объектом культурного наследия. Но в том же году по инициативе собственника было проведено обследование здания, по итогам которого была дана рекомендация о его демонтаже ввиду нецелесообразности проведения ремонта. 
23 февраля 2015 году здание было полностью уничтожено выкупившими его застройщиками. На осводившемся месте с 2018 года возводится двадцатитрёхэтажный многофункциональный жилой комплекс «Островский».

Памятный знак ростовским
фронтовым кинооператорам.
Пушкинская улица, 125

Позицию Союза кинематографистов Российской Федерации выразил приезжавший в 2016 году в Ростов-на-Дону зампредседателя СК России Клим Лаврентьев:
Знаю, что на месте, где была студия, вырастет новостройка. Так пусть хотя бы памятная доска на ней появится, напоминающая всем о существовании когда-то Ростовской студии кинохроники, одной из крупнейших в стране, одной из лучших!
Неподалёку от бывшей киностудии напротив «Дома кино» в мае 2015 года был открыт памятный знак с 11 фамилиями ростовских фронтовых операторов.

## Хронология фильмов
Список фильмов студии

## Награды
- Орден «Знак Почета» (1987) — «За заслуги в развитии советского киноискусства»[2]

## Руководители студии
- Аболин Г. А.
- Герцик А. В.
- Дальский Д. А.
- Катькалов В. Ф.[20]
- Кашаева З. В.[20]
- Коваленко Л. Г.
- Назаров С. В.
- Овсянников
- Островский
- Понедельник В. Н.
- Тараев Р. И.
- Тарасов П. Ф.
- Фателевич

## Со студией сотрудничали
- Бондаренко, Игорь Михайлович (1927—2014), российский писатель;
- Сиркес, Павел Семёнович (род. 1932), советский сценарист и режиссёр-документалист;
- Славин, Константин Львович (1921—2003), советский, российский драматург, сценарист.

## Комментарии
1. ↑  Киностудия снимала хронику и фильмы по всей стране, а в постоянную «зону обслуживания» Ростовской студии по программе кинолетописи России входили не только Дон и Северный Кавказ, но и Белгородская, Брянская, Воронежская, Калужская, Курская, Липецкая, Орловская, Рязанская, Тамбовская области, Краснодарский край. Во многих из перечисленных мест у студии работала сеть корпунктов, некоторые из которых сохранялись до 2003 года[2][8].